# Кастрокаро-Терме-е-Терра-дель-Соле
Кастрокаро-Терме-е-Терра-дель-Соле (італ. Castrocaro Terme e Terra del Sole) — муніципалітет в Італії, у регіоні Емілія-Романья,  провінція Форлі-Чезена.
Кастрокаро-Терме-е-Терра-дель-Соле розташоване на відстані близько 260 км на північ від Рима, 60 км на південний схід від Болоньї, 11 км на південний захід від Форлі.
Населення — 6445 осіб (2014).
Щорічний фестиваль відбувається 6 грудня. Покровитель — святий Миколай.

## Демографія
Населення за роками:

Станом на 1 січня 2023 року в муніципалітеті офіційно проживало 665 іноземців з 50 країн, серед них 268 громадян країн Євросоюзу та 38 громадян України.

## Сусідні муніципалітети
- Бризігелла
- Довадола
- Форлі
- Модільяна
- Предаппіо